# Хеджу
Хеджу (на чосонгъл: 해주, правопис по системата на Маккюн-Райшауер Haeju) е град в Северна Корея, административен център на провинция Южен Хванхе. Населението му към началото на 2009 г. се изчислява на 227 000 души. В града има химически комбинат, пристанище, циментов завод, военно и гражданско летище. Туризмът също спомага за развитие на местната икономика.